# Волошка (Каргопольский район)
Волошка — деревня в Каргопольском районе Архангельской области России. Входит в состав Павловского сельского поселения.

## География
Деревня находится в юго-западной части Архангельской области, в южной зоне средней тайги, на левом берегу реки Волошки, к югу от автодороги 11Р-002, на расстоянии примерно 33 километров (по прямой) к востоку-юго-востоку (ESE) от города Каргополя, административного центра района.

### Часовой пояс
Волошка, как и вся Архангельская область, находится в часовой зоне МСК (московское время). Смещение применяемого времени относительно UTC составляет +3:00.

## Население
| 2002 | 2010 | 2012 |
| ---- | ---- | ---- |
| 11   | ↘0   | →0   |

Национальный состав
Согласно результатам переписи 2002 года, в национальной структуре населения русские составляли 75 %.